# Pseudocroesia
Pseudocroesia là một chi bướm đêm thuộc phân họ Tortricinae của họ Tortricidae.

## Các loài
- Pseudocroesia coronaria Razowski, 1966